# Cytoplacosphaeria phragmiticola
Cytoplacosphaeria phragmiticola är en svampart som beskrevs av Poon & K.D. Hyde 1998. Cytoplacosphaeria phragmiticola ingår i släktet Cytoplacosphaeria, divisionen sporsäcksvampar och riket svampar.   Inga underarter finns listade i Catalogue of Life.